# ولولي دي خينوتيغا
ولولي دي خينوتيغا هي بلدية في نيكاراغوا، ومحلية، ومدينة، تقع في جينوتيغا، بلغ عدد سكانها 73,672  نسمة وذلك حسب إحصائيات سنة 2014، تبلغ مساحتها 2.370 كيلومتر مربع، رمزها البريدي هو 66700.

## مدن توأم
المدن التوأم:
- فرايبورغ (منذ 1988).